# Diplodasys meloriae
Diplodasys meloriae is een buikharige uit de familie Thaumastodermatidae. Het dier komt uit het geslacht Diplodasys. Diplodasys meloriae werd in 1992 voor het eerst wetenschappelijk beschreven door Todaro, Balsamo & Tongiorgi. 